# Megan Washington
Megan Alexandra Washington, även känd som Washington, född 7 januari 1986 i Port Moresby, är en australisk musiker och singer-songwriter. Under juli 2010 släppte hon sitt debutalbum I Believe You Liar. Albumet hamnade på tredje plats på ARIA Charts och sålde platina.

## Biografi
Washington föddes i Port Moresby. Hon växte upp med sin far, Rick, mor, Karen, och en äldre syster. År 1996 flyttade familjen till Brisbane, där studerade hon vid Moreton Bay College.
Washington lider av stamning, ett talfel som hon har talat öppet om.

## Diskografi

### Album
- 2010 – I Believe You Liar
- 2012 – Insomnia med sången Holy Moses
- 2014 – There There